# 버논 맥클린

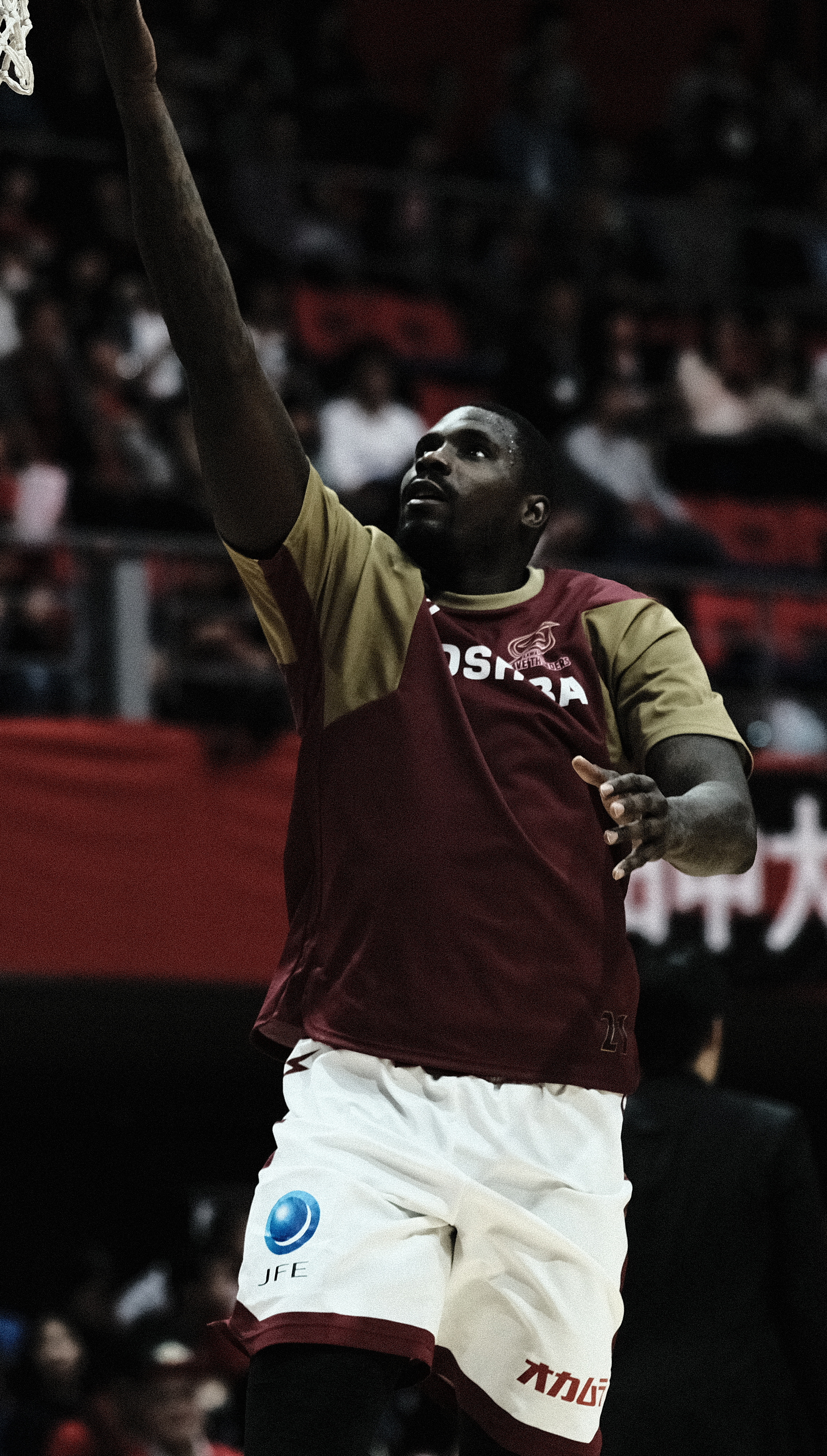

버논 맥클린(Vernon Macklin, 본명: Vernon Leon Macklin, 1986년 9월 25일 ~ )은 미국의 농구 코치이자 전직 프로 농구 선수이다. 한국농구연맹(KBL) 울산 현대모비스의 수석코치이다. 맥클린은 플로리다 대학교에서 대학 농구를 하다가 2011년 NBA 드래프트 2라운드에서 디트로이트 피스턴스에 지명되었다.

## 경력
- 2011-2012: 디트로이트 피스톤스
- 2012: →포트웨인 매드 앤츠
- 2012: 로얄 할리 가지안테프
- 2012-2013: 리오 그란데 밸리 바이퍼스
  - 2013: 바랑가이 히네브라 킹스
- 2013년: 랴오닝 플라잉 레퍼드
- 2014~2017: 알 자이시
- 2017~2018년: 고양 오리온 오리온스
- 2018: 매그놀리아 핫샷
- 2018~2019: 가와사키 브레이브 썬더스
- 2019년 : 창원 LG 세이커스
- 2021년 : 울산 현대모비스 피버스